# Karl Dieterich
Karl Gustav Dieterich (* 18. Dezember 1869 in Berlin; † 16. Juli 1935 in Leipzig) war ein deutscher Byzantinist und Neogräzist.

## Leben
Karl Dieterich studierte Vergleichende Sprachwissenschaft und Neuere Sprachen in Berlin (dort war er unter anderem Schüler von Ioannis Mitsotakis am Seminar für Orientalische Sprachen) und Mittel- und Neugriechische Philologie bei Karl Krumbacher in München. Er promovierte 1898 in München mit der Schrift Untersuchungen zur Geschichte der griechischen Sprache von der hellenistischen Zeit bis zum X. Jahrhundert, die bis heute als eines der Standardwerke zur griechischen Sprachgeschichte gilt. 1909 habilitierte er sich in Leipzig für Mittel- und Neugriechische Philologie. Ab 1916 war er erster Sekretär und Abteilungsleiter am Bosnisch-Herzegowinischen Institut für Balkanforschung in Sarajewo. Im Ersten Weltkrieg war er als Dolmetscher in Berlin tätig. 1922 erfolgte die Ernennung zum außerordentlichen Professor in Leipzig, wo er bis 1935 lehrte.

## Werke (Auswahl)
- Untersuchungen zur Geschichte der griechischen Sprache von der hellenistischen Zeit bis zum X. Jahrhundert (= Byzantinisches Archiv. H. 1). Teubner, Leipzig 1898 (Dissertation, Universität München, 1898).
- Geschichte der byzantinischen und neugriechischen Litteratur (= Die Litteraturen des Ostens in Einzeldarstellungen. Bd. 4). Amelang, Leipzig 1902. 2. Ausgabe 1909 (online)
- Byzantinische Quellen zur Länder- und Völkerkunde (5.–15. Jhd.) (= Quellen und Forschungen zur Erd- und Kulturkunde. Bd. 5). Wigand, Leipzig 1912 (online)
- Neugriechische Lyriker. Ausgewählt und übertragen von Karl Dieterich, mit einem Geleitwort von Gerhart Hauptmann. H. Haessel, Leipzig 1928.
- Hofleben in Byzanz : mit einem Plan des alten Kaiserpalastes von Konstantinopel. Voigtländer, Leipzig 1912 (online)